# اس.جی. واتسون
اس.جی. واتسون (انگلیسی: S. J. Watson؛ زادهٔ ۱ ژانویه ۱۹۷۱) یک پدیدآور و رمان‌نویس اهل بریتانیا است. از آثار او می‌توان به پیش از آن که بخوابم (۲۰۱۱) اشاره کرد.